# إينوليا ماكميلان
إينوليا بيتجين ماكميلان (بالإنجليزية: Enolia McMillan)‏ (20 أكتوبر 1904 - 24 أكتوبر 2006) ناشطة في مجال الحقوق المدنية أمريكية من أصل أفريقية، وزعيمة مجتمعية وأول امرأة رئيسة الجمعية الوطنية للنهوض بالملونين .